# ラピート
ラピート（rapi:t）は、南海電気鉄道が難波駅（なんば駅） - 関西空港駅間を南海本線・空港線経由で運行する特急列車である。
西日本旅客鉄道（JR西日本）の「はるか」に対する関西国際空港へのアクセス特急として登場し、JRの普通車に相当する「レギュラーシート」とグリーン車に相当する「スーパーシート」による2クラス制を南海で初めて採用した。
列車名称の「ラピート」とは、一般公募で選ばれた「速い」という意味のドイツ語"rapid"が由来。同じ区間を運行する急行列車は「空港急行」という別立ての種別で運行されることから「空港特急」とも称される。

## 運行形態
速達タイプは「ラピートα（アルファ）」、途中停車駅が「サザン」と同一系統のタイプは「ラピートβ（ベータ）」と称される。基本的に毎時2本運行されており、昼間時間帯は「ラピートα」と「ラピートβ」が交互に1本ずつ、朝の時間帯の下りと20時以降の上りは「ラピートα」のみ、朝の時間帯の上りと17時以降の下りは「ラピートβ」のみが設定されている。
1994年の運行開始当初は「ラピートα」は難波駅 - 関西空港駅間をノンストップで運行し、大阪市南部の中心的繁華街難波と関西国際空港をつなぐ公共交通機関としては最速の29分で結んだ。しかし乗客数の低迷により、2001年3月24日のダイヤ改正で一部列車に途中停車駅を追加し、2003年2月22日のダイヤ改正でノンストップ運行は廃止された。また、2005年11月27日から2024年12月20日までの昼間時間帯は、「ラピートβ」のみが運行されるダイヤであった。 

### 停車駅
難波駅 - 新今宮駅 - 天下茶屋駅 - （堺駅） - （岸和田駅） - 泉佐野駅 - りんくうタウン駅 - 関西空港駅
（　）の駅はβのみ停車

### 特急料金
特筆がない限り大人料金で小児半額、障害者割引対象外。
レギュラーシート利用の場合
- 空港線内（泉佐野駅 - 関西空港駅間）のみ利用の場合:100円。
- それ以外の場合：520円

スーパーシート利用の場合
利用区間にかかわらず、大人730円・小児470円。
サザンの座席指定車および「こうや」「りんかん」や泉北ライナーに乗り継ぐ場合は別料金となる。料金の内訳等は「南海電気鉄道#料金」を参照。

### 車両・設備
50000系電車6両編成が使用される。全車座席指定制を採用し、うち2両が特別席「スーパーシート」である。
スーパーシートでは、かつてソフトドリンクがスーパーシート専任アテンダントのカウンター背後にあるショーケースより提供されていたが、程なくしてアテンダントは常駐しなくなり（検札など車掌業務のため、車内を巡回する形となった）1999年に廃止された。
全車両に対するリニューアル工事が2018年までに完了しており、車内放送の4か国語（日本語・英語・中国語・韓国語）化、クハ50500形のデッキのサービスコーナー撤去などの変更が施された。

### 臨時特急ラピート
普段は空港特急のみの使用であるが、予備編成に余裕があるため臨時列車や団体専用列車として空港特急以外での運用も見られる。2007年のゴールデンウィーク中には、みさき公園開園50周年を記念してみさき公園駅 - 難波駅間で「臨時特急ラピート」が運転された。その他にも、過去に臨時で和歌山市駅まで運転されたケースも何度かあり、50000系電車が紀ノ川橋梁を渡るシーンが見られた。

## 利用状況
空港連絡鉄道であることから、空港の利用者数の変化に合わせ乗客数が大きく変化する。一方、主要駅に停車することから、特に平日ラッシュ時には難波駅 - 泉佐野駅間で座席指定の通勤ライナーとしての需要もある。
運行開始直後はJR西日本の特急「はるか」と比べて話題性、快適性ともに勝り、運行開始から1995年2月末までの利用状況では「はるか」の約147万人に対し「ラピート」は約177万人と、利用状況も好調だった。やがてブームの終焉に伴いリムジンバスと「はるか」との競合では競争力に乏しく、乗車率が低迷し始めた。具体的には1995年6月に月ごとの利用者数が「はるか」に逆転され、2003年度上半期には上半期過去最低の利用者数となる約81.9万人を記録、乗車率も27.8%まで落ち込んだ。
リムジンバスは鉄道に並行する都市高速道路として阪神高速4号湾岸線（大阪湾岸道路）が開港時から整備されたことにより渋滞による遅延が少なかったことと、難波や心斎橋・本町などの大阪市中心部や南海本線沿線以外、特に梅田など大阪キタ地域とのアクセスも良好であり、「ラピート」は所要時間や運賃面、アクセス性でリムジンバスに対する優位性が発揮できなかった。また、「はるか」は大阪環状線や梅田貨物線を経由して大阪駅（うめきた新駅）や、新幹線乗換駅である新大阪駅、国際的観光地である京都に直通しており、ラピートの（というより南海電鉄そのものの）弱点であるキタ（梅田エリア）やその先（新大阪や京都など）への直接アクセスができなかったこと、さらには外国人向け全国共通乗車券であるジャパンレールパスがJR線以外では利用できなかったことで、「はるか」の後塵を拝するようになった。
一時は中間車2両を外して4両編成で運転することも検討されたが、編成組み替えに掛かる費用が効果に見合わないと判断され、見送られている。
その後、ノンストップの「α」を事実上廃止し停車駅を増やして「β」に統一し、通勤・買物などの日常利用を含めた中間駅の需要を喚起したり、2005年（平成17年）のダイヤ改正で泉佐野駅 - 関西空港駅間に限り特急料金を100円（ひゃくとく）に値下げしたこと、2007年（平成19年）8月の関西空港第2滑走路供用開始による便数増加、国内線を大阪国際空港（伊丹空港）からシフトさせる施策、新規参入したスターフライヤーが話題になったことなどによって、それまで一日4,000人台で低迷していた利用客数が2006年（平成18年）には5,000人台に戻り、1日あたりの利用が4,000人台に留まる「はるか」に対して若干シェアで上回るなど、回復の兆しを見せた。ただ、2008年（平成20年）の世界金融危機を起因として市況の悪化とそれに絡む関西空港発着の複数の国内路線が休廃止されたことにより、空港利用者の減少で再び乗車率が低迷した。
2010年（平成22年）以降は市況の回復で渡航者が増加したことに加え、海外からのインバウンド需要の伸びやLCC（格安航空会社）の路線拡大と南海電鉄自身が海外の旅行会社を中心に積極的に営業を仕掛けたことで利用客が大きく増加し、2018年度（平成30年度）には乗車人員が過去最多の約380.7万人（1日あたり10,000人台）となった。特に韓国人からの人気が高く、2016年時点で外国人利用者のうち8割を占める。また、乗車率も6割を超えていた。
しかし、2020年（令和2年）以降、新型コロナ禍の影響により、多くの国で移動・渡航の自粛や入出国制限が行われるようになり、国内外の航空需要の低迷で関西国際空港の利用者数が減少し、ラピートの利用率も悪化した。その後、航空需要の回復により利用者数も増加している。
2024年（令和6年）12月、ラピートβの4割程度を速達型のラピートαに変更するダイヤ改正が行われた。

## 将来計画
今後は、弱点であるネットワークの狭さを解消するため、2031年（令和13年）開業予定のなにわ筋線への乗り入れが構想されており、当路線の開業により大阪駅（梅田）への直接アクセスが可能となる。現在使用中の50000系は地下路線を走行するのに必要な貫通扉を備えていないため、2017年（平成29年）にはなにわ筋線直通用の新型車両を設計する構想を明らかにしている。なお、JR西日本の「はるか」についても、「ラピート」と同じく新型車両に置き換えの上で大阪環状線経由からなにわ筋線経由に変更することも決定しているため、同じなにわ筋線内で運行会社の異なる関西空港発着の特急列車が運転することとなっているが、なにわ筋線内での両特急の区別方法や運賃制度の違いなどへの対応については未定となっている。なお、その先の新大阪駅への乗り入れも計画されてはいるが、大阪以東では共用区間を外れるため、1駅間に限り「ラピート」はJR西日本おおさか東線に直通運転（片乗り入れ）する方向で検討されている（このためJR西日本の乗務員が1駅間「ラピート」を担当する計画である）。なお「はるか」で既に実施している、新大阪駅以東のJR京都線と琵琶湖線（京都府および滋賀県）方面への「ラピート」の延長運転は、前述した通り大阪 - 新大阪間で片乗り入れをする計画があるため、物理的には可能だが、現時点では計画はおろか、構想もされていない。

## 企画乗車券・特急券
以下のような企画乗車券類を発行している。

### 関空トク割ラピートきっぷ
2012年12月9日から使用が開始されているラピート特急券付き企画乗車券。難波駅・新今宮駅・天下茶屋駅・住吉大社駅・堺駅 - 関西空港駅のラピート特急券と片道乗車券がセットになっている。
発売額
レギュラーシート：大人1350円、小児680円
スーパーシート：大人1560円、小児890円
発売駅：難波駅、新今宮駅、天下茶屋駅、住吉大社駅（ラピートは通過のため堺駅で乗換）、堺駅、関西空港駅。利用可能区間もこれらの駅のみである。
利用条件
片道1回限り有効（途中下車前途無効）。
乗車券と特急券を別々に購入した場合は通常料金が適用される。

### ラピートデジタルきっぷ
スマートフォンで購入・座席指定を行うことで、駅の窓口へ向かうことなく使用できる、デジタル乗車券。基本的に先述の「関空トク割ラピートきっぷ」と類似しているが、以下の点が異なる。
- 発売区間は難波駅・新今宮駅・天下茶屋駅・堺駅 - 関西空港駅で、住吉大社駅発着は設定されていない。
- 大人のレギュラーシート利用のみ発売されている。価格は関空トク割ラピートきっぷより安い1300円となる。
- 駅への入出場時はQRコード読み取りに対応した専用の改札を通る必要がある。
- 購入当日の使用ができない。
- 代表者が一括で複数枚のきっぷを購入した場合、電子メールなどでURLを共有することで、同伴者のスマートフォンへきっぷを分配する必要がある。

かつては以下の企画乗車券類も発行していた。

### ラピート得10回数券
乗車券・特急券をセットにして発売されていた回数券。ラピート得ダネ往復券とともに「関空へはラピートがはるかにお得」（「はるか」よりお得）という比較広告で格安さを訴求していた。「関空トク割ラピートきっぷ」の発売に伴い、「ラピート得ダネ往復券」とともに2012年12月8日に発売を終了した。

### ラピート得ダネ往復券
乗車券・特急券をセットにして発売されていた往復券。2012年12月8日に発売を終了した。

### DAY5特急回数券
2019年12月31日をもって発売を終了した。

## 沿革
- 1993年（平成5年）7月28日：特急愛称名を「ラピート」と決定したことを発表[1]。
- 1994年（平成6年）9月4日：関西国際空港開業に伴い運行開始。当初は、αは速達列車として難波駅 - 関西空港駅間無停車、βは途中駅として新今宮駅・堺駅・岸和田駅・泉佐野駅に停車していた。
- 1996年（平成8年）10月26日：βが天下茶屋駅に停車開始。夕方以降の下りのαをβに変更。
- 2001年（平成13年）3月24日：αの一部が新今宮駅・天下茶屋駅に停車開始。
- 2003年（平成15年）2月22日：全列車が新今宮駅・天下茶屋駅・泉佐野駅・りんくうタウン駅に停車開始。
- 2005年（平成17年）11月27日：αを平日の朝の下り3本のみの運行とし、他はすべてβに統一。
- 2014年（平成26年）
  - 運行開始20周年記念企画を実施。
    - 4月26日 - 6月30日：アニメ『機動戦士ガンダムUC』とタイアップし50000系第2編成の車体をラピートブルーからワインレッドに変更した「ネオ・ジオンバージョン」を運行[21][22]。
    - 9月21日・10月11日：新関西国際空港株式会社・ホテル日航関西空港との共同企画で、なんば発の定期列車の1両を貸し切って結婚式を開催[23]。

  - 9月7日 - 2015年8月31日：Peach Aviationとタイアップし50000系第5編成の車体をラピートブルーからPeachの機体カラーに準じた編成車端部を白・その他をピンクに変更した「出逢えたらラッキー Peach×ラピート ハッピーライナー」を運行[24]。
  - 10月18日：上り20時以降6本および平日下り6時1本のβをαに変更[25]。
- 2015年（平成27年）
  - 2月16日：訪日外国人旅行者向けに、ラピートをデザインモチーフとしたイメージキャラクター「関空戦士ラピートルジャー」を発表[26]。
  - 11月26日 - 2016年（平成28年）5月8日：映画『スター・ウォーズ/フォースの覚醒』とタイアップし、50000系6両1編成を黒色に変更した「スター・ウォーズ/フォースの覚醒」号を運行[27]。
- 2018年（平成30年）
  - 3月18日：台湾の交通部観光局や友好協定を締結している桃園捷運との相互送客の一環で「Meet Colors!台湾」ラッピング列車を運行（関西では山陽電鉄に次いで2例目）[28]。
  - 9月4日：平成30年台風第21号の影響で関西国際空港連絡橋に漂流したタンカーが衝突し橋が損傷。これ以降、当面の間、運休となる[29]。
  - 9月18日：空港連絡橋のうち鉄道部分が復旧したため、運転再開[30]。
- 2019年（平成31年）
  - 1月14日：台湾の台湾鉄路管理局（台鉄）や交通部観光局とタイアップして台鉄E200型電気機関車（E212およびE213号機）にラピート色を施し、ラピートルジャーも描かれたラッピング列車が新北市の樹林駅で公開され、翌15日から莒光号（急行列車に相当）として運行を開始。期間は7月中旬までの約半年間[31][32]。
- 2020年（令和2年）
  - 4月24日：新型コロナウイルス感染症蔓延による利用客の減少や感染拡大防止を考慮し、この日から平日当面の間は32本、土曜・休日は2021年10月24日まで18本までそれぞれ削減[33][34]。
- 2021年（令和3年）
  - 5月22日：ダイヤ改正により昼間時間帯の9往復を減便し、24往復とする。これにより昼間時間帯は毎時1本の運行となる。同時に土曜・休日の夕方以降の運転を再開するが、昼間時間帯の7往復は引き続き運休となるため、当面の間は平日、土曜・休日とも17往復の運転となる[35]。
  - 10月30日：緊急事態宣言の解除およびコロナワクチンの接種進捗により関西国際空港の利用客数が増加することを見込んで、土曜・休日に限り全列車が運転を再開。ただし、平日は一部列車の運休を継続する。
- 2022年（令和4年）
  - 5月2日：運休していた平日の一部列車が運行再開。これにより平日も全列車の運行が再開となった[36]。
- 2023年（令和5年）
  - 2月11日：午前時間帯の3往復を増便[37]。
  - 10月21日：ダイヤ改正により昼間時間帯の6往復を増便し、33往復とする[38]。
- 2024年（令和6年）
  - 4月1日：走行に使う電力を実質的に全て再生可能エネルギー由来に切り替え[39]。
  - 12月21日：ダイヤ改正により昼間時間帯の運行が19年ぶりにαとβの交互運行となる[2]。また、朝の時間帯の下りが平日、土曜・休日ともαのみの運行となる[2]。

## トラブル

### 台車亀裂
2019年8月23日、ラピートβ41号関西空港駅行きは、なんば駅を予定通り18時に出発したが、堺駅を出発後、最初に車掌が2両目と3両目の連結部付近で異音に気付いた。関西空港駅で折り返しラピートβ50号なんば駅行となった後、同車掌が3回にわたり異音を認めたため、列車無線で指令に報告。さらに折り返しなんば21時発ラピートβ49号に泉佐野駅から検車係員を添乗させたが異状は確認できなかった。当日入庫後の24日未明の検査で台車の亀裂が見つかり、運輸安全委員会は重大インシデントに認定して調査を行った。南海電鉄は26日までに50000系全車の緊急点検を実施したが、他の編成でも台車の亀裂が見つかっている。運輸安全委員会は、台車メーカー住友金属工業が2005年に台車の補強を行った際に発生した溶接欠陥を起点にして亀裂が発生した、また、車掌が聞いた異音は下り列車基準で2両目と3両目の連結部の渡り板部分にあるガイドピンとガイドの擦れる音であり、台車の亀裂部分と離れていたことから、異音と亀裂との関係はなかったと推定した。これを受け、南海は台車の検査を充実強化するとともに、同型の台車すべてを2021年度中に新製交換した。

## その他
住之江競艇場においては、当車両にちなんで「ラピートカップ」という冠レースが毎年ゴールデンウイーク中に開催されている。なお、住之江競艇場は南海グループの住之江興業が管理している。